# Xylotoles lynceus
Xylotoles lynceus är en skalbaggsart som först beskrevs av Fabricius 1775.  Xylotoles lynceus ingår i släktet Xylotoles och familjen långhorningar. Inga underarter finns listade i Catalogue of Life.